# Esquirol persa
L'esquirol persa (Sciurus anomalus) és una espècie de rosegador de la família dels esciúrids. Viu a Armènia, l'Azerbaidjan, Geòrgia, Grècia, l'Iran, l'Iraq, Israel, Jordània, el Líban, Síria i Turquia. El seu hàbitat natural són els boscos temperats, on viu predominantment en boscos mixtos i caducifolis, tot i que també se'l troba en boscos de coníferes i afloraments rocosos. És una espècie en risc mínim, és a dir, no sembla que hi hagi cap amenaça significativa per a la seva supervivència.